# Zebrahead
Zebrahead je americká kapela, která vznikla roku 1996 v kalifornském La Habra, Orange County. Žánrově se pohybují na hranicích punku, rocku a hip hopu. V některých skladbách dokonce odskočí i k jiným žánrům.

## Historie
Kapela Zebrahead byla založena roku 1996 v Kalifornii čtveřicí mladých muzikantů. Byli to kytarista a zpěvák Justin Mauriello, kytarista Greg Bergdorf, baskytarista Ben Osmundson a bubeník Ed Udhus. Všichni měli již zkušenosti z jiných kapel a tak nezačínali jako úplní zelenáči. Později toho roku se k nim přidal i Ali Tabatabaee, který přinesl do hudby příměs hip-hopu. V roce 1997 s nimi hrál i klávesista Brett Bebent, ale ještě tentýž rok odešel.
Jejich prvním albem byla deska Yellow (oficiálně eponymní, žlutá se jí říká kvůli přebalu) v roce 1998. Tento rok přidali i svůj druhý počin: Waste of Mind. Tato alba jim dala impuls do začátku, protože byla u fanoušků kladně přijata. Od té doby až do roku 2015 vydala dalších devět alb, zatím poslední s názvem The Early Years – Revisited vyšlo 21. dubna 2015. V roce 2004 od skupiny odešel jeden ze zakládajících členů Justin Mauriello ke kapele I Hate Kate, kterou po odchodu založil. Místo něj nastoupil kytarista a zpěvák Matty Lewis.

## Diskografie
- Zebrahead (1998)
- Waste of Mind (1998)
- Playmate of the Year (2000)
- MFZB (2003)
- Waste of MFZB (2004)
- Broadcast to the World (2006)
- Phoenix (2008)
- Panty Raid (2009)
- Get Nice! (2011)
- Call Your Friends (2013)
- The Early Years – Revisited (2015)
- Brain Invaders (2019)